# Scarpata continentale
     Sedimenti
     Roccia
     Mantello

Sedimenti
Roccia
Mantello

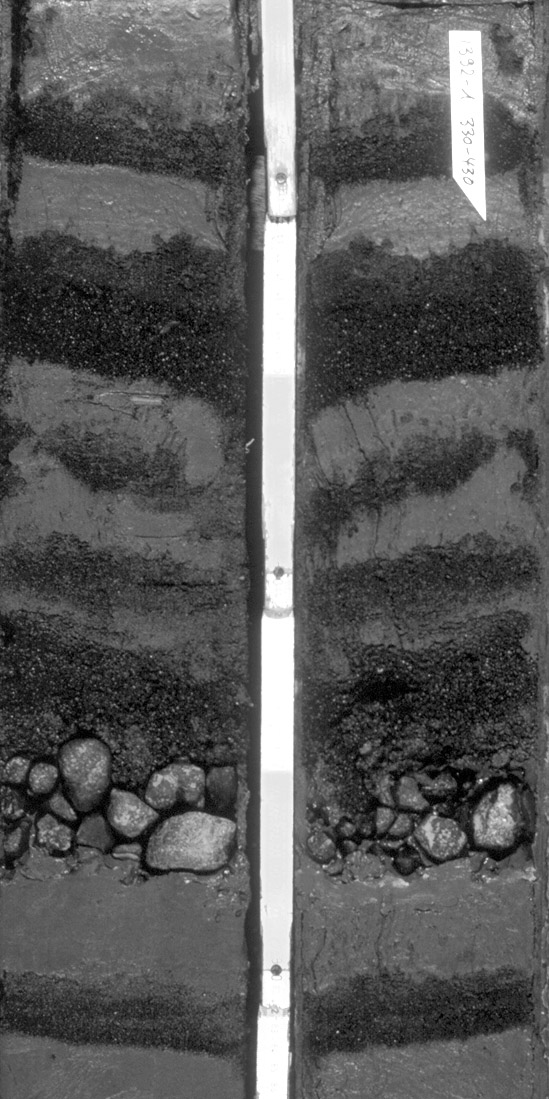
carota con strati di sabbia e livello di ciottoli alla base di uno di questi, prelevata nella scarpata continentale artica

La scarpata (o pendio) continentale è una zona sottomarina costituita da un pendio che collega la piattaforma continentale al fondale marino.
Questa area è relativamente ripida rispetto alla piattaforma continentale, con una inclinazione media di circa 3°, ma che è compresa tra 1° e 10°, giungendo fino a 2000 metri di profondità, dove le temperature avvicinano gli 0 °C. La regione è spesso attraversata da profondi solchi, chiamati canyon sottomarini, la cui origine è stata incerta per molti anni ma che sembrano essere stati formati dall'azione erosiva delle correnti di torbidità o, in altri casi, dall'azione erosiva di corsi d'acqua continentale, svoltasi in epoche in cui il livello delle acque oceaniche risultava sensibilmente inferiore rispetto all'attuale, inoltre, in essi possono essersi depositate eventuali conturiti.
Alla fine della scarpata vi è una zona, chiamata innalzamento continentale o risalita continentale (continental rise), così definita poiché la pendenza è molto più dolce, dell'ordine di 0,5-1° dovuta all'accumulo di sedimenti grossolani (torbiditi) depositati dalle correnti di torbidità derivanti dalla piattaforma e dalla scarpata continentale. Quest'area si può estendere fino a 3000 m di profondità seguita successivamente dalla piana abissale.